# 李岳生
李岳生（1930年1月10日—2024年6月17日 ），男，湖南桃江人，中国数学家。

## 生平
1950年赴东北工学院长春分院学习。1952年夏转至东北人民大学（现吉林大学）数学系学习，1954年毕业留校任教。1961年，赴苏联莫斯科大学进修两年计算数学。1963年夏学成归国后，仍在吉林大学工作。在吉林大学期间曾任系教学秘书、系计算室主任、系党总支副书记及学校党委委员。
1974年因病调至中山大学开始教学工作。1984年由国务院学位委员会批准为博士研究生指导教师；同年，经国务院任命为中山大学校长。在中山大学期间曾任计算数学教研室主任，计算机科学系主任、数学研究所所长。
2024年6月17日在广州去世。

## 社会兼职
曾任广东省计算数学学会理事长，中国计算数学学会副理事长，国家教委计算数学教材编审组组长，国家教委教学指导委员会数学、力学指导委员会副主任，国务院学位委员会第二、三届学科评议组成员，广东省科协副主席。

## 学术贡献
李岳生在常微分方程研究方面，创立一个非线性微分不等式，被文献称为李岳生不等式。在计算数学方面，研究了微分方程数值解法、样条函数与变分方法、反问题与不适定问题，他引领团队解决了“珠江三角洲潮区网河不恒定流的计算问题”。发表论文近50篇，出版著作3部。培养博士生近30人。

## 奖项和荣誉
1960年被评为吉林省文教战线先进工作者和先进集体代表，授以奖状。1963年受全国计算技术“633”大会表扬，1978年由全国科学大会授予“在全国科学技术工作中作出重大贡献的先进工作者”奖状，获广东省科委奖3项、国家教委优秀教材一等奖1项。1981年评为广东省劳动模范。1984年为庆祝建国35周年应邀出席北京天安门观礼。1987年出席中国共产党第十三次全国代表大会。